# Scopula exstirpata
Scopula exstirpata là một loài bướm đêm trong họ Geometridae.